# Castores zombies
Zombeavers (en español: Castores zombies) es una película de terror estadounidense del año 2014 dirigida por Jordan Rubin y escrita con la ayuda de Jon y Al Kaplan. La película sigue a un grupo de universitarios que, alojados en una pequeña cabaña junto a un río, son atacados por un grupo de castores zombis.
El tráiler de la cinta fue liberado en febrero de 2014 y su temática hizo que enseguida fuese popular en redes sociales. Zombeavers tuvo su estreno mundial el 19 de abril de 2014 en el Festival de Cine de Tribeca, siendo liberada en Estados Unidos el 20 de marzo y lanzada en diciembre del mismo año en DVD.

## Sinopsis
Mientras transportan productos químicos tóxicos, un par de camioneros (John Mayer y Bill Burr) atropellan a un ciervo y pierden uno de los barriles que transportaban. Este rueda hacia un río, flota aguas abajo y salpica con su contenido a varios castores que estaban en su presa. Más tarde, las estudiantes universitarias Mary, Zoe y Jenn llegan a la cabaña que el primo de Mary tiene cerca de la presa. Aunque Zoe y Jenn están consternadas porque no hay cobertura para el móvil, Mary insiste en que pasen los dos días siguientes sin interrupciones derivadas de la tecnología o de la presencia de los chicos. Mientras nadan en el lago, las chicas descubren una presa hecha por castores. Cuando Jenn se acerca nadando a ella para ver un castor, son sorprendidas por un oso. Smyth, un cazador local, asusta al oso y advierte a las chicas que deben mantenerse alejadas de los castores e ir un poco más vestidas.
Por la noche, los novios de las chicas, Buck, Tommy y Sam, llegan y les hacen una broma. Molesta, Mary les ordena que se vayan, pero Zoe, que sabía que venían, insiste en que se queden. Jenn le dice a Mary que deje que se queden, ya que quiere resolver sus problemas de relación con Sam, que la engañó. Cuando las parejas se separan, Jenn va a ducharse y es atacada por un castor. Tommy lo mata con un bate de béisbol, pero Jenn y Mary tienen la sensación de que el castor tenía algo que la rabia. Meten el cadáver en una bolsa y la dejan en el porche. Por la mañana, descubren que el cadáver ya no está y Jenn insiste en que se lo habrá comido algún representante de la fauna del bosque.
Todos menos Jenn van a nadar en el lago. Sam y Mary discuten si contarle su aventura a Jenn, pero se ven interrumpidos cuando los castores mastican el pie de Buck y arañan a Tommy. El mismo castor que atacó a Jenn en el cuarto de baño la persigue de regreso a la casa. Ella lo clava en el mostrador con un cuchillo, pero no antes de que le arañe la pierna. Sam arroja al perro de Zoe al agua para que les sirva de distracción y el resto del grupo huye a la casa, donde se dan cuenta de que los castores han cortado a mordiscos la línea telefónica. Mientras los castores zombi rodean la casa, Tommy se ofrece a irse con Buck para obtener ayuda, y Zoe lo acompaña. Los castores derriban un árbol en el camino y Tommy parte a pie, solo para ser aplastado por otro árbol que cae.
Smyth rescata a Buck y Zoe y vuelven a la casa, que los otros han tapiado. Incapaces de entrar, van a la casa de los vecinos. Descubren que los vecinos están muertos y que su línea telefónica también está cortada. Como resultado de sus heridas, Jenn se convierte en un zombi mitad humano y mitad castor y ataca a Mary. Cuando la saliva de Jenn cae en la boca de Mary, Sam rescata a Mary golpeando a Jenn desde atrás. Mary y Sam se encierran en el baño y se revisan mutuamente en busca de arañazos. Una vez satisfechos de que ninguno está herido, Jenn los interrumpe y mata a Sam comiéndosele el pene. Mientras tanto, Buck se convierte en un zombi y ataca a Smyth. Zoe escapa saltando por una ventana, cortándose con los cristales en el proceso.
Cuando un castor incendia accidentalmente la casa del primo de Mary, Sam se levanta como un zombi. Una vez que Mary mata a Sam, se reúne con Zoe. Smyth, ahora zombificado, les dispara mientras huyen en su camioneta. Jenn salta sobre la camioneta, pero Zoe la atropella. Juntos, Mary y Zoe llegan al lugar donde Tommy murió y se convirtió en zombi. Con el camino bloqueado, deciden caminar. Al creer que Zoe puede estar mordida debido a su apariencia ensangrentada, Mary la amenaza con una pistola que tomó de la camioneta de Smyth. Mientras Zoe protesta diciendo que no está infectada, Mary comienza a transformarse en zombi. Zoe la mata con un hacha y se aleja. En la carretera, se encuentra con los mismos camioneros a los que antes se les había caído el barril y que ahora la atropellan accidentalmente. En una secuencia posterior a los créditos, una abeja se infecta de un cadáver y vuelve a su colmena en un estado zombificado.

## Reparto
- Rachel Melvin como Mary Daughtry.
- Cortney Palm como Zoe.
- Lexi Atkins como Jenn.
- Hutch Dano como Sam.
- Jake Weary como Tommy.
- Peter Gilroy como Buck.
- Bill Burr como Joseph.
- Rex Linn como Smyth.
- Brent Briscoe como Winston Gregorson.
- Phyllis Katz como Myrne Gregorson.
- Robert R. Shafer como conductor de la camioneta.
- Chad Anderson como Adam.
- John Mayer como Luke.
- Fred Tatasciore como castores zombis (voz).

## Producción

### Guion y diseño
Al Kaplan, Jordan Rubin y Jon Kaplan comenzaron a trabajar en el guion de Zombeavers en 2012. Al Kaplan sugirió el título y la historia para Zombeavers a Rubin, al que le encantó la idea y propuso que escribieran un guion. Rubin estructuró una prueba de concepto compilando varias imágenes de películas de terror, espectáculos de la BBC y medios de comunicación social, después de lo cual presentó su propuesta de tráiler a BenderSpink y Armory Films. Las dos compañías acordaron financiar la película para entrar en preproducción poco tiempo después y asegurar su rodaje con modelos animatrónicos de castores en lugar de efectos especiales.

### Filmación
Las actrices Cortney Palm, Rachel Melvin y Lexi Atkins, junto con el comediante/actor Bill Burr, fueron confirmadas para actuar en la película. El rodaje tuvo lugar en Santa Clarita, California, en el Rancho Disney durante un período de 21 días y con un pequeño presupuesto. Epic Pictures Group subió el primer tráiler oficial de la película el 6 de febrero de 2014, y el avance se hizo viral rápidamente, acumulando más de un millón de visitas en menos de una semana. El mismo mes, la productora también creó varios carteles de películas que parodiaban las películas nominadas a los Premios Óscar; Gravity, American Hustle y Her.

## Acogida

### Crítica
Rotten Tomatoes informa que el 69% de los 32 críticos encuestados dieron a la película una crítica "positiva"; la calificación promedio es 5.7/10. El consenso dice: «Zombeavers obviamente no es arte, pero ofrece lo suficiente de la locura sangrienta prometida por el título para ganar una recomendación para los fanáticos del género». Metacritic, otro agregador de reseñas, la calificó como 44/100 basado en seis revisiones, indicando "revisiones mixtas o promedio". Brent McKnight de giantfreakinrobot dijo: «Es todo un espectáculo como lo que podrías desear».
Por otro lado, Variety dio a Zombeavers una crítica mayoritariamente negativa, comentando que «esta película-debut para el comediante Rubin y esbozo de comedia no está exenta de destellos de ingenio, pero la premisa de un solo chiste se adelgaza incluso antes de los misericordiosamente breves 76 minutos de ejecución». Sin embargo, el crítico agrega que «Zombeavers no es un desastre total, y vista de noche bajo la combinación correcta de haberse hecho pocas ilusiones y haber tomado determinadas sustancias de venta legal, incluso puede parecer mejor de lo que realmente es». El periódico Los Angeles Times se mostró ambivalente al considerar que la película era «una idea divertida y, como un buen animal no muerto, tiene algunos diseños sólidos para alcanzar su objetivo», pero que esto «no necesariamente salva la experiencia de ver la película como algo más que un disparate».

### Recaudación
Zombeavers fue lanzada en Austria el 7 de noviembre de 2014, donde recaudó $29,133. Se estrenó en los Estados Unidos el 20 de marzo de 2015 y finalizó el fin de semana con un puesto 63 en el ranking, recaudando $8.163 de once pantallas. A partir del 5 de abril de 2015, el total bruto de EE. UU. es de $14.947, para un total mundial bruto de $44.080. 

## Banda sonora
La banda sonora fue compuesta por Al y Jon Kaplan. Cuenta con canciones de la banda de los hermanos Kaplan, Legolambs, y fue lanzada el 24 de abril de 2015, a través de La-La Land Records. La película también presenta el Paisaje Sonoro de SoundCloud.[cita requerida]